# 十月宮 (敘利亞)
33°31′8″N 36°15′44″E / 33.51889°N 36.26222°E
十月宮（阿拉伯语：‎），是敘利亞總統的官方官邸之一，位於大馬士革拉布瓦社區，座落在卡松山南側。該建築佔地10000平方公尺（約108000平方英尺）。敘利亞內戰期間，曾有報導指反政府武裝向宮殿發射迫擊炮。這座宮殿曾是阿薩德家族的主要官邸，直至1990年代初馬澤山上的總統府完工後，才成為次要官邸。
2013年，宮殿南側圍牆外遭到迫擊炮襲擊。
2024年12月，阿薩德政權垮台後，敘利亞民眾洗劫該宮，並開放予公眾進入。